# Louisa Schwab
Louisa Brigitte Schwab (ur. 2001) – amerykańska zapaśniczka walcząca w stylu wolnym. 
Srebrna medalistka mistrzostw panamerykańskich w 2025 roku. Zawodniczka Joliet West High School i Menlo College.